# Casa do Cruzeiro
A Casa do Cruzeiro ou Casa de Nossa Senhora da Piedade é um solar situado na vila de Ponte de Lima, em Portugal. O núcleo primitivo da casa, correspondente ao atual corpo central, foi construído em meados do século XVII. Desconhecem-se quem foram os proprietários iniciais. Os restantes corpos, adjacentes ao edifício primitivo e a à capela, foram construídos possivelmente no início do século XIX. Em 1983 foi classificada como Imóvel de Interesse Público.